# Кава (река)
Кава — река в России, левый приток реки Тверцы. Берёт начало в Лихославльском районе Тверской области. Длина — 71 км, ширина — до 12 м, глубина — до 4 м. Грунт дна каменистый, во многих местах занесён песком. Течение быстрое, берега в нижнем течении обрывистые. Многочисленные омуты, в том числе на месте бывших водяных мельниц. Притоки — Дроздовка, Орлесня (левые), Теребинка, Чернавка (правые).
На Каве расположены сёла Первитино (усадьба XVIII—XIX вв. и Троицкая церковь 1794 года), Ивановское (храмовый комплекс с Церковью Богоявления XVII в.), Садыково (Церковь Успения 1860—1875 годов), Великое. На правом притоке — р. Теребинке — находится одно из древнейших сел Тверской области — Теребинское, о котором есть упоминание XIV в. как о пограничном с Тверским княжеством новгородском поселении.
По берегам Кавы сохранились остатки культуры финно-угорских племён, очевидно, давших название реке. На карте Тверского наместничества 1792 года река называется Кова (Kova финск.- твёрдая, жёсткая).
Это погребальные курганы в районе села Ивановское и деревни Протасово (известна с XV века), городище Тверитеск (XIII—XIV вв.), гранитный «Гром-камень» в районе устья реки.